# Лейтенант Шестаков (эсминец)
«Лейтена́нт Шестако́в» — эскадренный миноносец Черноморского флота Российского императорского флота, головной корабль типа «Лейтенант Шестаков».
Назван в честь А. П. Шестакова. Участник Первой мировой войны на Чёрном море. В 1918 году был затоплен экипажем в Цемесской бухте.

## История
29 марта 1906 года «Лейтенант Шестаков» был зачислен в списки судов Черноморского флота. 16 сентября 1906 года был заложен на судоверфи завода «Наваль», Общества Николаевских заводов и верфей в Николаеве, спущен на воду в августе 1907 года. «Лейтенант Шестаков» вступил в строй 1 октября (18 сентября по старому стилю) 1909 года. До 10 октября (27 сентября) 1907 года он классифицировался как минный крейсер. Входил в состав 2-го дивизиона минной бригады Черноморского флота.

### Первая мировая война
Во время Первой мировой войны ЭМ «Лейтенант Шестаков» находился в составе 3-го дивизиона минной дивизии Черноморского флота. С сентября 1916 года — в отряде особого назначения, предназначенного для поддержки левого фланга Румынской армии.
В 1915 году «Лейтенант Шестаков» проходил капитальный ремонт котлов и машин. Так же на нём были установлены два 47-мм зенитных орудия, увеличено число принимаемых на борт мин.
В плавании 13-31 марта 1916 года 3-й дивизион вместе со всем флотом участвовал в операции по переброске морем десантного корпуса на Кавказский фронт. Корабли действовали на всем протяжении пути транспортов из Одессы в Новороссийск для приема войск и в последующей охране их движения под охраной флота на юг. Четырьмя отрядами 29 транспортов вышли из Одессы 15(28) марта. Минную бригаду в этом походе представляли эскадренный миноносец «Счастливый» (флаг начальника бригады), «Пылкий», «Гневный», весь состав 3-го дивизиона и 5 миноносцев 4-го и 5-го дивизионов. «Лейтенант Шестаков» (брейд-вымпел начальника дивизиона капитана 1 ранга А. М. Клыкова) и «Лейтенант Зацаренный» охраняли 3-й отряд (7 транспортов), «Капитан Сакен» и «Капитан-лейтенант Баранов» — 4-й отряд (8 транспортов). В Новороссийск пришли 18 марта.
Эсминец «Лейтенант Шестаков» участвовал в набеговых операциях на коммуникации и побережье противника, нёс блокадную службу у берегов Турции и Румынии, обеспечивал и прикрывал действия других сил флота. Совместно с другими кораблями уничтожил 22 турецких парусника и вспомогательных судна.
29 декабря 1917 года вошел в состав Красного Черноморского флота. 29 апреля 1918 года убыл из Севастополя в Новороссийск, где 18 июня, по приказу Советского правительства, во избежание захвата германскими войсками, был затоплен экипажем в Цемесской бухте.
10 декабря 1927 года «Лейтенант Шестаков» был поднят со дна Черноморской партией «Экспедиция подводных работ особого назначения» (ЭПРОН). И, так как восстановлению не подлежал, был сдан «Рудметаллторгу» для разборки.

## Тактико-технические параметры

### Водоизмещение
Проектное водоизмещение должно было быть 650 тонн, когда как на деле, фактическое водоизмещение составляло от 780 до 820 тонн.

### Силовая установка
Для поддержания необходимой мощности и ходовых качеств эсминца использовались две вертикальные паровые машины тройного расширения, собранные и поставленные на Николаевском заводе. Помимо этого четыре котла Норманда (что поддерживало давление пара в 17 атм., а площадь нагревательной поверхности составляла 1 364 м²) и два винта.

### Вооружение
Изначально по проекту «Лейтенант Шестаков» на корабле должны были стоять:
- Одно 120-мм орудие;
- Пять 75-мм артиллерийских установок;
- Четыре 7,62-мм пулемёта;
- Три 456-мм торпедных аппарата НТА;
- 40 мин заграждения на борту.

#### Достройка 1909 года
В ходе прохождения комплекса испытаний (заводских, ходовых), было решено внести в оснастку корабля некоторые изменения. Так было изменено количество 120-мм и 75-мм орудий, количество пулемётов:
- Два 120-мм орудия;
- Четыре 75-мм артиллерийских установки;
- Два 7,62-мм пулемёта;
- Три 456-мм торпедных аппарата НТА;
- 40 мин заграждения.

#### Достройка 1915 года
Во время прохождения капитального ремонта, состав вооружения ЭМ «Лейтенант Шестаков» был снова изменён. Были добавлены зенитные установки и увеличено количество принимаемых на борт мин.
- Два 120-мм орудия;
- Две 47-мм зенитных установки;
- Два пулемёта;
- Три НТА 456-мм;
- 50 мин заграждения.

## Командиры
- 08.05.1906 — 16.10.1906 — капитан 2-го ранга Иванов, Спиридон Матвеевич
- 23.10.1906 — xx.xx.1911 — капитан 2-го ранга (с 18.04.1910 капитан 1-го ранга) Дмитриев, Аполлон Аполлонович
- xx.xx.1911 — 26.12.1911 — капитан 2-го ранга Сергеев, Аполлинарий Иванович
- 26.12.1911 — 01.07.1913 — капитан 2-го ранга (с 14.04.1913 капитан 1-го ранга) Геринг, Пётр Алексеевич
- 01.07.1913 — 17.01.1915 — капитан 2-го ранга Клыков, Александр Михайлович
- хх.хх.хххх — 18.06.1918 — мичман Анненский, Сергей Васильевич